# 濱美枝
濱美枝（日语：浜 美枝，1943年11月20日—），日本女演員、電視及電台主持人、作者，比較為人熟悉的是她在1962年哥斯拉系列電影《金剛對哥吉拉》、1967年詹姆士·龐德電影《鐵金剛勇破火箭嶺》和1967年金剛系列電影《金剛的逆襲》中的演出。

## 伸延閱讀
- Ryfle, Steve. . ECW Press. 1998. ISBN 1550223488.

## 外部連結
- official website （页面存档备份，存于）
- Mie Hama在互联网电影资料库（IMDb）上的資料（英文）
- 日本電影數據庫（JMDb）上濱美枝的資料（日語）